# Messier 73
Messier 73 (M73, còn được gọi là NGC 6994) là một khoảnh sao gồm bốn ngôi sao trong chòm sao Bảo Bình. Một khoảnh sao là tập hợp bao gồm các ngôi sao không liên kết vật lý xuất hiện gần nhau trên bầu trời khi nhìn từ Trái Đất.

## Lịch sử
M73 được Charles Messier phát hiện vào ngày 4 tháng 10 năm 1780, người ban đầu mô tả vật thể này là một cụm sao gồm bốn ngôi sao với một số tinh vân. Các quan sát sau đó của John Herschel, tuy nhiên, không tiết lộ bất kỳ sự mờ nhạt nào. Hơn nữa, Herschel lưu ý rằng việc chỉ định M73 là một cụm sao tỏ ra khá nghi vấn. Tuy nhiên, Herschel đã đưa M73 vào Danh mục chung các cụm, tinh vân và thiên hà, và John Dreyer tính cả M73 khi ông biên soạn Danh mục chung NGC mới.

## Nghiên cứu khoa học: khoảnh sao hay cụm  sao mở?
M73 từng được coi là một cụm sao mở thưa thớt tiềm năng, bao gồm các ngôi sao có liên quan về mặt vật lý trong không gian cũng như trên bầu trời. Câu hỏi liệu các ngôi sao là một khoảnh sao hay một cụm sao mở tạo ra một cuộc tranh luận nhỏ, thú vị.
Năm 2000, LP Bassino, S. Waldhausen và RE Martinez đã xuất bản một bài phân tích về màu sắc và độ sáng của các ngôi sao trong và xung quanh M73. Họ kết luận rằng bốn ngôi sao trung tâm sáng và một số ngôi sao khác gần đó tuân theo mối quan hệ độ sáng màu cũng theo sau là các ngôi sao trong các cụm sao mở (như được thấy trong sơ đồ Hertzsprung-Russell). Kết luận của họ là M73 là một cụm sao mở cũ rộng 9 phút cung. Tuy nhiên, G. Carraro đã công bố kết quả vào năm 2000 dựa trên một phân tích tương tự và kết luận rằng các ngôi sao không tuân theo bất kỳ mối quan hệ độ sáng màu nào. Kết luận của Carraro là M73 là một khoảnh sao. Thêm vào cuộc tranh cãi, E. Bica và các cộng tác viên kết luận rằng sự liên kết cơ hội của bốn ngôi sao sáng được nhìn thấy ở trung tâm của M73 cũng như một ngôi sao khác gần đó rất khó xảy ra, vì vậy M73 có lẽ là một cụm sao mở thưa thớt. Cuộc tranh cãi đã được giải quyết trong năm 2002, khi M. Odenkirchen và C. Soubiran công bố một phân tích về độ phân giải cao phổ trong sáu ngôi sao sáng nhất trong vòng 6 phút cung của vị trí trung tâm của M73. Odenkirchen và Soubiran đã chứng minh rằng khoảng cách từ Trái Đất đến sáu ngôi sao rất khác nhau và các ngôi sao đang di chuyển theo các hướng khác nhau. Do đó, họ kết luận rằng các ngôi sao chỉ là một khoảnh sao.

## Vị trí
Vị trí của thiên thể này trên bầu trời được hiển thị trong bản đồ sau của chòm sao Bảo Bình:

Chòm sao Bảo Bình